# أمين أباد (حسين أباد)
أمین أباد (بالفارسية: امین‌آباد) هي قرية تقع في إيران في قسم حسین أباد. يقدر عدد سكانها بـ 39 نسمة .